# Ngân hàng Thương mại cổ phần Quốc tế Việt Nam
Ngân hàng TMCP Quốc tế Việt Nam (tên giao dịch Tiếng Anh: Vietnam International Commercial Joint Stock Bank), viết tắt là: "VIB", là một ngân hàng thương mại tại Việt Nam.

## Lịch sử

### Các cột mốc
- Ngày 18/9/1996: Thành lập Ngân hàng Quốc tế Việt Nam[1]
- Năm 2006: Triển khai thành công Dự án Hiện đại hóa Công nghệ Ngân hàng và thành lập Trung tâm thẻ VIB
- Năm 2009: VIB ký thỏa thuận hợp tác chiến lược với Ngân hàng CBA (Úc)
- Năm 2010: Ngân hàng Commonwealth Bank of Australia (CBA) đã chính thức trở thành cổ đông chiến lược của VIB[2]
- Năm 2017: VIB mua lại toàn bộ chi nhánh của Ngân hàng Commonwealth Bank of Australia (CBA).[3]
- Cuối năm 2018: Chuyển hội sở từ quận Hoàn Kiếm, Hà Nội đến quận 1, Thành phố Hồ Chí Minh.[4]

## Khen thưởng
- Giải thưởng "Bank of the Year" khu vực Châu Á–Thái Bình Dương của tạp chí TheBanker[5]